# Dolichopus chrysostomus
Dolichopus chrysostomus är en tvåvingeart som beskrevs av Friedrich Hermann Loew 1861. Dolichopus chrysostomus ingår i släktet Dolichopus och familjen styltflugor. Inga underarter finns listade i Catalogue of Life.